# Malatesta's Carnival of Blood
Malatesta's Carnival of Blood és una pel·lícula de terror estatunidenca de 1973, dirigida per Christopher Speeth i escrita per Werner Liepolt. És l'única pel·lícula que van fer Speeth i Liepolt.

## Trama
Frank Norris, la seva dona i la seva filla, Vena, arriben a un carnaval ruïnós, on són contractats com a empleats. El Sr. Blood, un gerent que no sap que els Norris intenten localitzar el seu fill desaparegut, Johnny, que treballava al carnaval, els mostra al voltant del parc d'atraccions. Els Norris es queden al carnaval a la seva caravana. Aquella nit, un dels empleats del carnaval és decapitat mentre pujava a la muntanya russa tancada del parc. Un altre empleat que va presenciar la decapitació és atacat posteriorment pel conserge del carnaval, Sticker, que l'empala pel cap. Diversos empleats del carnaval, tots ells amb un color de pell gris pàl·lid, porten el cos de l'home a una cambra subterrània sota el parc i es delecten amb el seu cos.
Mentrestant, la Vena s'aventura al parc a la nit per trobar-se amb Kit, un empleat jove i guapo que opera el passeig de l'túnel de l'amor, i a qui la Vena li ha agradat. En el camí, s'acosta a la Sonja, un endeví masculí travestit que intenta oferir-li una lectura, però ella declina. Kit confia a Vena que tota una família va desaparèixer del carnaval, i que sospita dels seus propietaris, que poden formar part d'un culte clandestí de canibalisme . Durant la conversa, Sticker els ataca i els dos fugen en direccions separades. La Vena es troba amb Bobo, un nan que l'adverteix d'un perill imminent.
La Vena continua passejant pel parc, ensopegant per sales d'accessoris, atraccions estranyes i una sala de cinema on els diferents empleats pàl·lids i zombis veuen una pel·lícula muda amb Malatesta, el seu líder amb una capa de seda. A la noria, la Vena veu el cadàver de Kit en un dels cotxes, la qual cosa li provoca una crisi de nervis. Mentrestant, Frank s'adona que la Vena s'ha escapat de la caravana i intenta anar a buscar-la, però els dos són acorralats a la caravana pels pàl·lids cultistes. Vena intenta trucar a la policia des d'una cabina telefònica, però posteriorment és perseguida per Sticker fins a una casa de diversió. Frank i la seva dona finalment fugen del RV i són perseguits per una banda de cultistes pel parc.
L'endemà al matí, Johnny, que s'ha allunyat deliberadament de la seva família, sense saber que el buscaven, s'adona de la caravana dels seus pares al terreny. El senyor Blood li diu vagament que la seva família està "en repòs". Alarmat, Johnny va a buscar la Vena. Pel que sembla, el senyor Blood decideix ajudar a salvar la Vena, que està sent guardada a les cavernes sota el carnaval per Malatesta i els seus seguidors caníbals, a qui el Sr. Blood explica a la Vena que són la seva família. En lloc d'ajudar a Vena, però, el Sr. Blood la atrau a una cambra on comença a drenar-li la seva sang.
El senyor Blood comença a beure la sang de Vena, però s'enfronta a Malatesta, que ensopega amb l'escena. El senyor Blood mor després que Malatesta li mostri la cara. Mentrestant, Johnny troba la Vena i la salva, mentre que en Frank i la seva dona, perduts a les cavernes sota el carnaval, ensopeguen amb la sala de cinema del culte. La senyora Norris és apunyalada fins a la mort per Bobo i després se la menja, mentre que els altres persegueixen Frank, que finalment és empalat per l'ull després de perdre's en una sala dels miralls. La Sonja localitza la Verna i afirma que la portarà als seus pares; en canvi, la porta a un congelador on els seus cadàvers estan penjats del sostre i la tanca dins.
Temps després, un policia visita el carnaval i pregunta a Malatesta sobre les desaparicions dels Norris; tanmateix, l'oficial sembla inconscient. Bobo s'ofereix a deixar que l'oficial tingui la mà al tanc d'aigua; llança la pilota, sense saber-ho, deixa caure Johnny lligat i amordaçat a un dipòsit d'aigua per ofegar-se. La Vena roman tancada a les cavernes amb els cadàvers dels seus pares, mentre que Malatesta segueix operant el carnaval a dalt.

## Repartiment
- Janine Carazo - Vena Norris
- Jerome Dempsey - Blood
- Daniel Dietrich - Malatesta
- Lenny Baker - Sonja
- Paul Hostetler - Frank Norris
- Betsy Henn - Mrs. Norris
- Chris Thomas - Kit
- Hervé Villechaize - Bobo
- William Preston - Sticker
- James Lambert Winston (també va fer el Make-up)

## Mitjans domèstics
La pel·lícula fou estrenada per primer cop en DVD i Blu-ray per Arrow Video el 12 de desembre de 2017.

## Recepció
Jon Condit de Dread Central va donar a la pel·lícula una puntuació de 3,5 sobre 5, i va escriure: "Tot i que Malatesta certament no és una pel·lícula terrible, definitivament no és una que recomanaria a la visualització general al públic de terror. Guardaria aquesta recomanació per a aquells que puguin apreciar els clàssics de culte i que tinguin gust per allò inusual o francament estrany." TV Guide va atorgar a la pel·lícula 1/5 d'estrelles, anomenant-la "un nombre bastant típic i poc convencional". Chris Coffel de Bloody Disgusting va puntuar la pel·lícula amb una puntuació de 3/5, escrivint: "En certa manera és com  Manos: The Hands of Fate  però una mica més divertida i entretinguda." Brett Gallman de Oh, the Horror! va escriure, "Malatesta's Carnival of Blood s'acosta a la intersecció de l'horror gòtic refinat, l'explotació desagradable i la febre de somni Eurotrash; en lloc de fer-ho amb precaució, s'enfonsa de cap, creant una col·lisió desordenada però convincent, deixant als espectadors tamisar les restes malformades." Bill Gibron de DVD Talk va donar a la pel·lícula 3/5 estrelles, assenyalant que, tot i que no era un clàssic, va afirmar que la pel·lícula "conté una porta decisiva a l'addicionisme de Christopher Eric Speeth".